# هه‌چو
هه‌چو (انگلیسی: Hyecho یا خوای‌چا هایچو یا هویی چائو (慧超); ۱ ژانویهٔ ۰۷۰۴ – ۱ ژانویهٔ ۰۷۸۷) گردشگر، نویسنده، مترجم، و شاعر از مردم کره‌ای بود. او، بهکشو بودیسم کره‌ای از پادشاهی شیلا بود.

## زندگی
هه‌چو بودیسم باطنی را در دودمان تانگ چین، ابتدا زیر نظر سوباکاراسیها و سپس زیر نظر راهب معروف هندی وجرابودی که هه‌چو را به عنوان «یکی از شش فرد زنده‌ای که در پنج بخش قانون بودایی به خوبی آموزش دیده‌اند» ستایش کرد، مطالعه کرد.
او به توصیه معلمان هندی خود در چین در سال ۷۲۳ راهی هند شد تا با زبان و فرهنگ سرزمین بودا (گوتاما بودا) آشنا شود.

## آثار
هه‌چو در طول سفر خود به هند سفرنامه ای به زبان چینی به نام خاطرات یک زیارت به پنج پادشاهی هند نوشت (往五天竺國傳, وانگ اوچون‌چوک‌گوک جون).